# Gruppo del carbonio
Gli elementi del gruppo del carbonio o elementi del gruppo 14 (anche detti cristallogeni) della tavola periodica sono: 
carbonio (C), silicio (Si), germanio (Ge), stagno (Sn) e piombo (Pb). Anche il flerovio (Fl) appartiene a questo gruppo, ma ne sono stati prodotti solo pochi atomi e le sue proprietà chimiche sono poco note. Nella nomenclatura precedente questo gruppo era denominato IVB, IVA o semplicemente IV.

## Fonti
Il carbonio è uno degli elementi più abbondanti nel vuoto interstellare. Sulla Terra è il 15º elemento per abbondanza sulla crosta terrestre, dove è presente sia in forma elementare come carbone, grafite o diamante, sia in forma ossidata come carbonato in molti minerali, e sia in forma ridotta nei combustibili fossili. L'aria contiene 400 ppm di diossido di carbonio. Il silicio costituisce il 28% della crosta terrestre dove è il secondo elemento per abbondanza dopo l'ossigeno. I silicati sono i minerali più comuni sulla crosta terrestre. Il germanio è l'elemento più raro del gruppo, essendo il 52º elemento per abbondanza sulla crosta terrestre. In media nel suolo ha una concentrazione di 1 ppm. Il germanio si ricava principalmente come sottoprodotto della lavorazione di minerali di zinco o carbone. Lo stagno è il 49º elemento per abbondanza sulla crosta terrestre. Viene ricavato dalla cassiterite, l'unico minerale di stagno utilizzato a fini estrattivi. Il piombo è il 36º elemento per abbondanza sulla crosta terrestre. Nella storia si sono estratte più di 350 milioni di tonnellate di piombo da suoi minerali, principalmente dalla galena che ne contiene 87%.

## Tossicità
Il carbonio elementale non è tossico, ma sotto forma di polvere può essere pericoloso perché si deposita a livello polmonare in modo simile all'asbesto. La capacità del carbonio di formare lunghe catene è essenziale per la vita e viene sfruttata per formare molti composti organici presenti in tutte le cellule (ad esempio DNA, steroidi, proteine). Un corpo umano contiene circa 16 kg di carbonio. Il carbonio forma anche composti estremamente tossici, come monossido di carbonio e acido cianidrico. Nei suoi minerali naturali il silicio non è tossico, ma analogamente al carbonio può diventare pericoloso sotto forma di polvere, causando silicosi e asbestosi. In forma di silice è essenziale in alcune specie come diatomee e spugne marine per formare pareti cellulari e esoscheletri. Il silicio è essenziale per la crescita di pulcini e topi, e forse lo è anche per l'uomo. Un corpo umano contiene circa 1 g di silicio. Il ruolo biologico del germanio non è noto, ma stimola il metabolismo. Un corpo umano contiene circa 5 mg di germanio. Alcune piante riescono ad assorbire germanio dal suolo, probabilmente come ossido. I sali di germanio sono considerati poco tossici per i mammiferi, ma sono letali per alcuni batteri. Lo stagno è essenziale per la crescita dei topi, ma non ci sono evidenze di un suo ruolo biologico nell'uomo. Un corpo umano contiene circa 30 mg di stagno. Questo elemento ha sempre fatto parte della dieta dell'uomo, che ne assume circa 0,3 mg al giorno; la maggior parte viene eliminata con le urine. L'uso di banda stagnata per contenitori di alimenti è considerata sicura. I composti inorganici dello stagno sono considerati non tossici, mentre sono tossici quelli organici, specie quando contengono tre gruppi organici come il tributil stagno. Il piombo non ha ruolo biologico per nessuna specie vivente. Un corpo umano ne contiene circa 120 mg. Nell'uomo il piombo è un veleno che tende ad accumularsi, anche se per la maggior parte passa nell'organismo senza essere digerito. I composti del piombo sono ancora più tossici. Un leggero avvelenamento da piombo si manifesta con mal di testa, mal di stomaco e stitichezza. Avvelenamenti più seri provocano inoltre anemia, depressione, insonnia, per arrivare fino ad allucinazioni, cecità e coma.

## Applicazioni
Il carbonio come tale è usato principalmente nelle sue forme amorfe: il carbon coke si usa per fabbricare l'acciaio, il nero di carbonio nella stampa e negli pneumatici, il carbone attivo nella produzione dello zucchero, nel trattamento delle acque e nei respiratori. Il silicio puro viene usato principalmente nella fabbricazione di leghe metalliche (50%); un altro 45% è usato nella sintesi di siliconi. Silicio ad alta purezza è usato nella fabbricazione di semiconduttori. Il diossido di silicio è usato in numerosissime applicazioni industriali, dai materiali da costruzione, al vetro, fino ai dentifrici. Il germanio è stato usato nei semiconduttori fino agli anni cinquanta del secolo scorso, quando è stato sostituito dal silicio. Il germanio è utilizzato in misuratori di radiazioni. L'ossido di germanio serve a costruire fibre ottiche e lenti grandangolari. Una piccola quantità di germanio aggiunta all'argento ne evita l'annerimento; questa lega è nota col nome di argentium. Lo stagno viene utilizzato principalmente in leghe per saldatura (50%), nella produzione di latta (20%), e nell'industria chimica (20%). Lo stagno è inoltre costituente di numerose leghe, tra le quali bronzo, peltro, e i metalli bianchi usati nella fabbricazione di bronzine. Il diossido di stagno è usato da millenni nelle ceramiche. Il piombo viene utilizzato soprattutto negli accumulatori al piombo (80%). Altri usi minori riguardano pigmenti, leghe, pesi, schermature contro le radiazioni, rivestimenti di tetti, vetrate e cristallo.

## Proprietà
Alcune proprietà degli elementi del gruppo sono raccolte nella tabella successiva.
| Elemento | Configurazione elettronica | Raggio covalente (pm) | Raggio ionico (pm) | Punto di fusione (°C) | Punto di ebollizione (°C) | Densità (g cm−3) | Elettro- negatività |
| -------- | -------------------------- | --------------------- | ------------------ | --------------------- | ------------------------- | ---------------- | ------------------- |
| C        | [He] 2s2 2p2               | 77                    | -                  | >3550 (diamante)      | 4830                      | 3,51 (diamante)  | 2,6                 |
| Si       | [Ne] 3s2 3p2               | 118                   | -                  | 1414                  | 2355                      | 2,33             | 1,9                 |
| Ge       | [Ar] 3d10 4s2 4p2          | 122                   | 53 (Ge4+)          | 938                   | 2833                      | 5,32             | 2,0                 |
| Sn       | [Kr] 4d10 5s2 5p2          | 140                   | 74 (Sn4+)          | 232                   | 2260                      | 5,77 (α)         | 2,0                 |
| Pb       | [Xe] 4f14 5d10 6s2 6p2     | 154                   | 78 (Pb4+)          | 327                   | 1749                      | 11,34            | 2,3                 |

## Reattività chimica e andamenti nel gruppo
Gli elementi di questo gruppo hanno configurazione elettronica esterna ns2 np2, con il livello elettronico più esterno esattamente semiriempito. Come si osserva a partire dal gruppo 13, anche in questo gruppo lo strato sotto il livello più esterno varia scendendo lungo il gruppo. Il livello d10 entra in gioco a partire dal germanio, e il livello f14 entra in gioco nel piombo. Di conseguenza le proprietà atomiche non variano in modo regolare come si osserva nel gruppo 1 e nel gruppo 2. Ad esempio, il raggio atomico non aumenta con regolarità scendendo lungo il gruppo, ma si osserva che silicio e germanio hanno dimensioni simili, e lo stesso succede per stagno e piombo. L'influenza del livello d10 nel germanio, e del livello f14 nel piombo è evidente anche nell'andamento delle energie di ionizzazione (non riportate nella tabella delle proprietà).
Dalla configurazione elettronica ns2 np2 si possono prevedere logicamente gli stati di ossidazione –4, +2 e +4. Più in particolare il carbonio può assumere molto facilmente tutti i possibili valori da –4 a +4. Per gli altri elementi del gruppo i valori –4, +2 e +4 sono i più comuni, ma in fondo al gruppo diventa più favorito lo stato di ossidazione +2 rispetto al +4. Questo fatto è noto come effetto della coppia inerte. Così, per stagno e piombo sono comuni gli stati di ossidazione +2 e +4, ma lo Sn(II) è facilmente ossidabile mentre Sn(IV) è stabile; per il piombo invece è stabile Pb(II) mentre Pb(IV) è fortemente ossidante.
I primi due elementi del gruppo, carbonio e silicio, sono entrambi tipici non metalli. Scendendo lungo il gruppo il carattere metallico aumenta. Silicio, germanio e stagno hanno una struttura tipo diamante; lo stagno esiste anche in forma metallica ed il piombo esiste solo in forma metallica. Il germanio è un metalloide: è lucente in forma cristallina ma è scarso conduttore di corrente (è un semiconduttore). L'aumento del carattere metallico scendendo lungo il gruppo è indicato chiaramente anche dal comportamento degli ossidi: SiO2 è un ossido acido, SnO2 è un ossido anfotero, e PbO2 è un ossido basico. Punti di fusione, di ebollizione e le variazioni entalpiche associate a questi processi calano scendendo il gruppo: come risultato, stagno e piombo sono metalli teneri e fondono a bassa temperatura.
Analogamente a quanto si osserva nei gruppi 13-16, in generale le proprietà chimiche del primo elemento (carbonio) sono notevolmente diverse dagli altri elementi del gruppo, mentre il secondo (silicio) ha proprietà chimiche più simili ai congeneri più pesanti. Queste differenze possono essere razionalizzate con varie considerazioni:
- Il carbonio ha la caratteristica capacità di formare legami con sé stesso per dare catene o anelli, sia con legami singoli C–C che con legami doppi o tripli, C=C o C≡C. Altri elementi che hanno capacità di formare catenazioni, anche se in grado minore, sono silicio e zolfo. Il carbonio riesce a formare catenazioni molto stabili in virtù dell'alta forza intrinseca del legame singolo C–C, 356 kJ/mol. Scendendo lungo il gruppo, la forza del legame M–M cala progressivamente. Per il silicio bisogna considerare che il legame Si–Si è più debole (226 kJ/mol), e che il legame Si–O (368 kJ/mol) è più forte del legame C–O (336 kJ/mol). Di conseguenza i legami Si–Si sono più rari, non perché siano particolarmente deboli, ma perché si convertono esotermicamente in legami Si–O.
- Il carbonio, essendo del secondo periodo, ha la capacità di formare legami multipli pπ–pπ stabili con sé stesso o altri elementi. I congeneri superiori non hanno questa possibilità, essenzialmente per un problema di dimensioni atomiche: al crescere della distanza tra due atomi vicini, la sovrapposizione pπ–pπ diventa sempre più scarsa. Per questo motivo composti che hanno stechiometria analoga come CO2 e SiO2 non hanno alcuna somiglianza strutturale o chimica. Il diossido di carbonio è un gas, composto di singole molecole O=C=O, mentre il diossido di silicio è un solido, ed è una molecola gigante dove ogni atomo di silicio è legato a quattro atomi di ossigeno, formando tetraedri SiO4. Il silicio e i congeneri superiori hanno a disposizione gli orbitali d e li possono usare per formare legami multipli pπ–dπ.
- A partire dal silicio questi elementi possono usare gli orbitali d per espandere l'ottetto, ovvero andare a numeri di coordinazione maggiori di quattro, in genere agendo da acidi di Lewis. Ad esempio, l'acido fluoridrico attacca il vetro formando ioni esafluorosilicato, SiF62–:

SiO2(s)  + 6HF(aq)  →  SiF62–(aq)  + 2H3O+(aq)
- In generale la reattività di questi elementi aumenta scendendo lungo il gruppo. Il diamante è estremamente inerte a temperatura ambiente. La grafite, anche se è termodinamicamente più stabile del diamante, è più reattiva perché la sua struttura a strati è più attaccabile. Ad esempio, è ossidata con acido nitrico bollente, e reagisce con fluoro e idrogeno gassosi. Il legame tra gli strati della grafite è relativamente debole, e quindi molti atomi, ioni o molecole possono penetrare tra gli strati di grafite formando composti di intercalazione. Reagenti di questo tipo sono metalli alcalini, alogeni, alogenuri e ossidi metallici come FeCl3 e MoO3.

Normalmente il silicio è poco reattivo. È attaccato dagli alogeni formando tetraalogenuri, e dagli alcali formando soluzioni di silicati. Il germanio è leggermente più reattivo. Lo stagno si scioglie negli acidi formando composti di Sn(II), mentre nelle basi forma composti di Sn(IV), gli stannati:
Sn(s) + 2OH–(aq) + 4H2O → Sn(OH)62–(aq) + 2H2(g)
La formazione di composti di Sn(II) o Sn(IV) a seconda dell'ambiente è in accordo con la regola generale che stati di ossidazione elevati si raggiungono più facilmente in ambiente basico. Il piombo appare meno reattivo di quanto indichi il suo potenziale standard, E°(Pb2+/0) = –0,13 V, sia perché tende a ricoprirsi con strati protettivi insolubili (ossidi, solfati, cloruri), e sia perché la riduzione dell'idrogeno su piombo richiede una sovratensione molto elevata.

## Galleria d'immagini

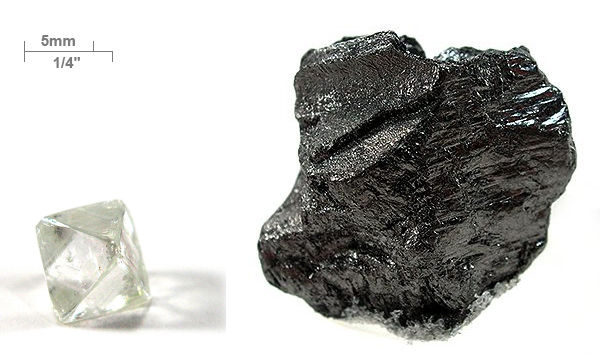
Campioni di due allotropi del carbonio: diamante e grafite.
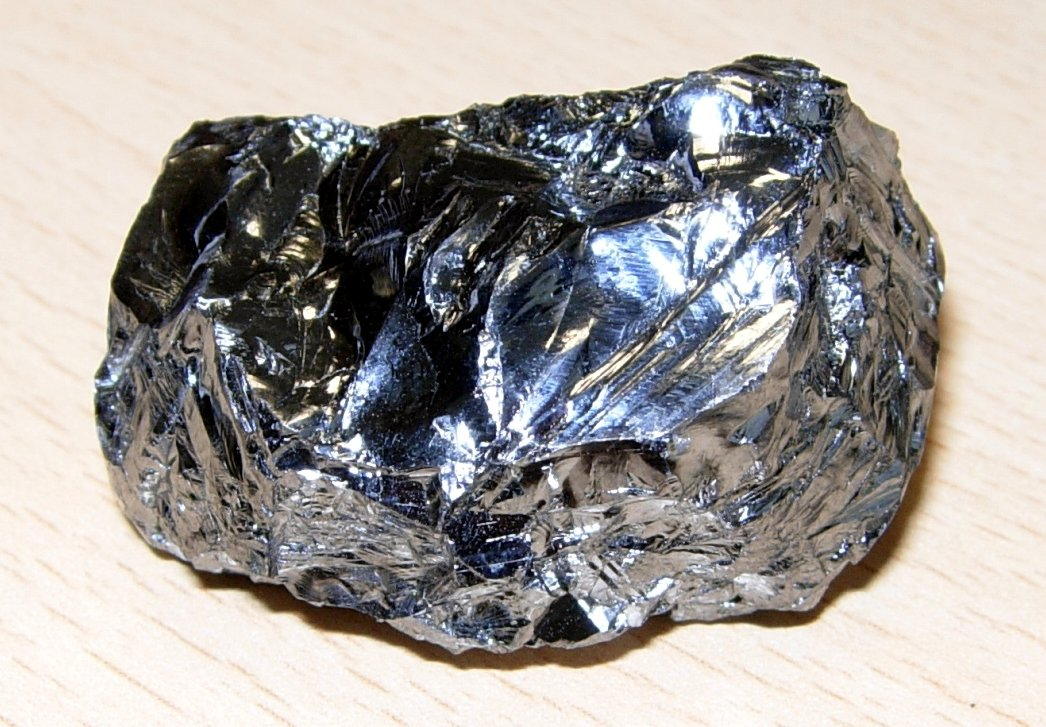
Campione di silicio purificato.
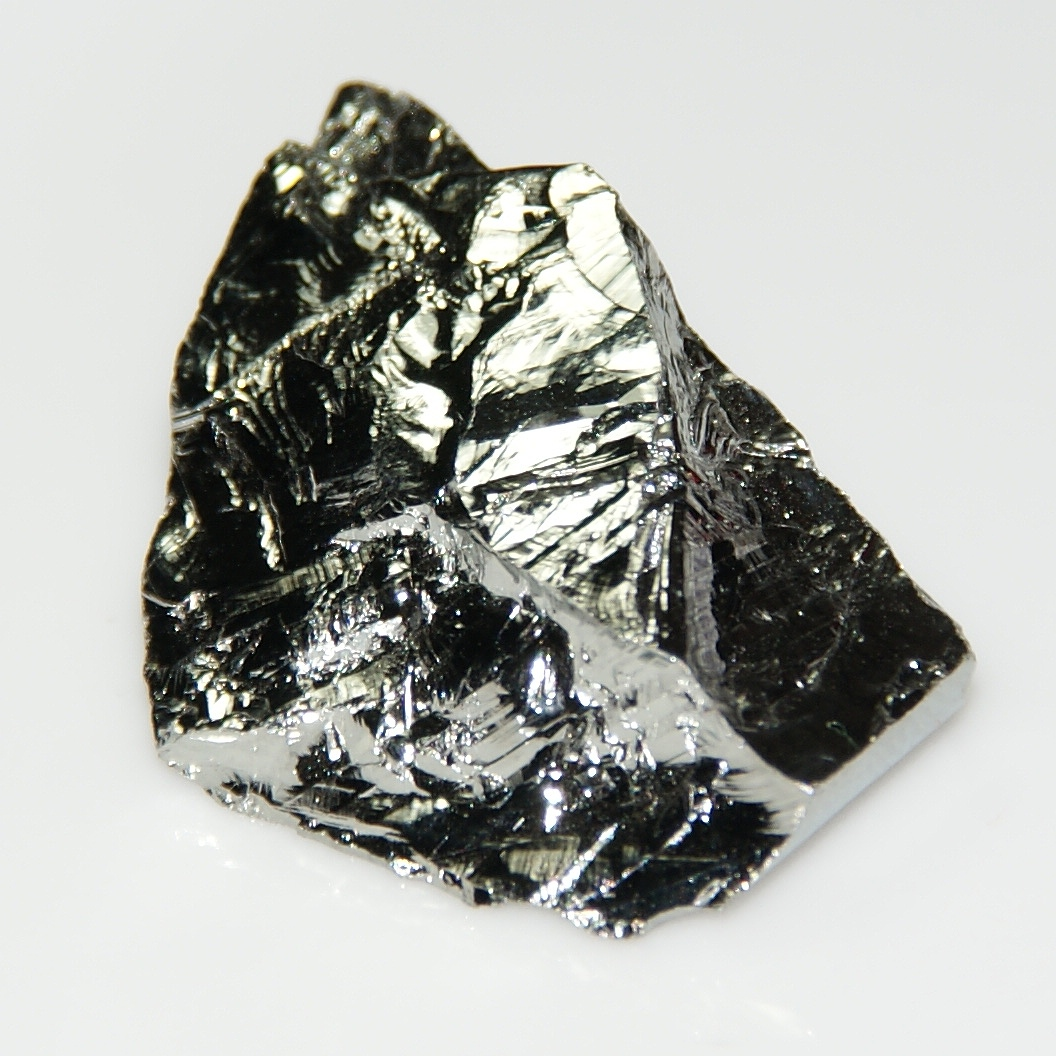
Campione di germanio purificato.
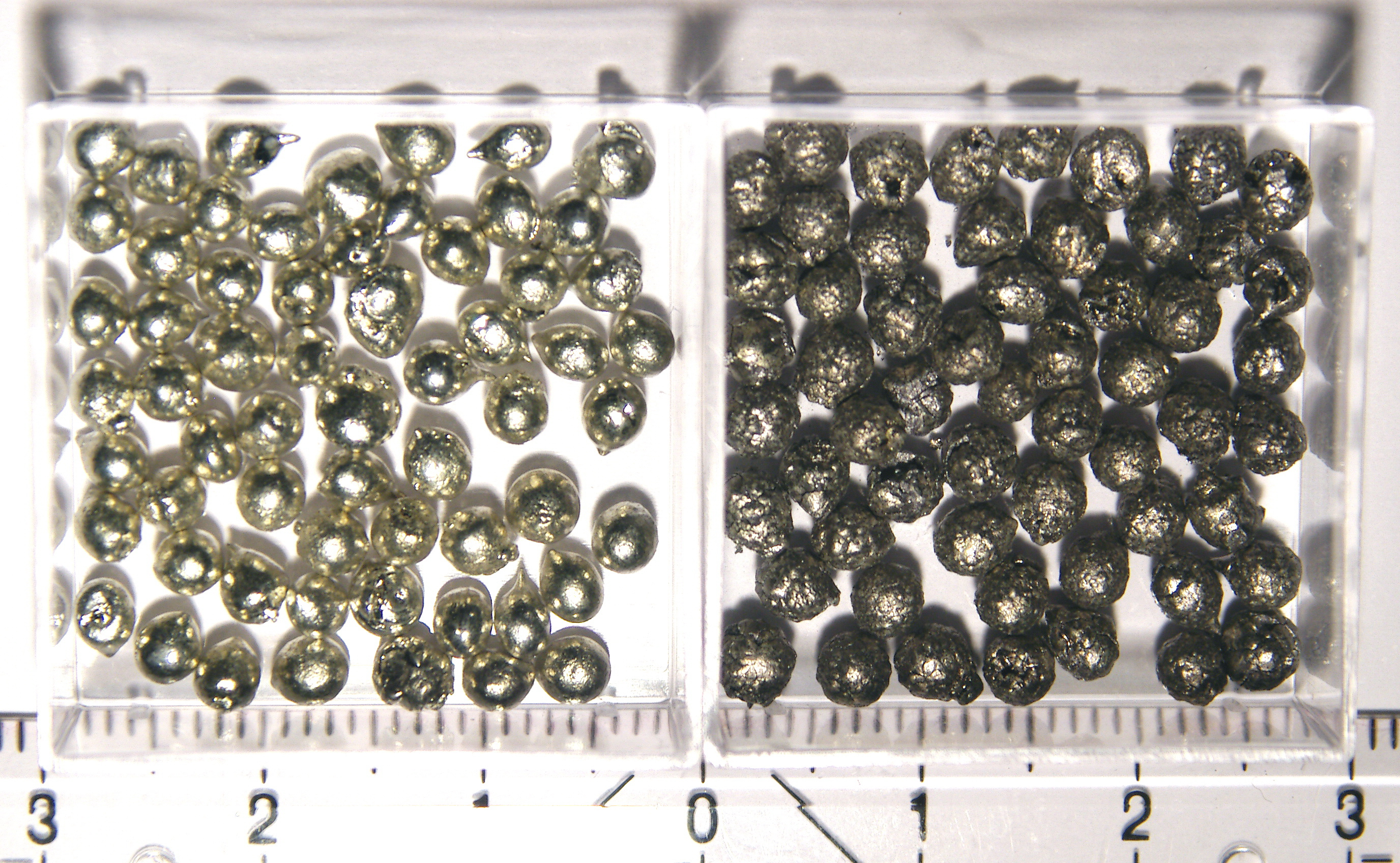
Campioni dei due allotropi dello stagno: stagno alfa (destra) e stagno beta (sinistra).
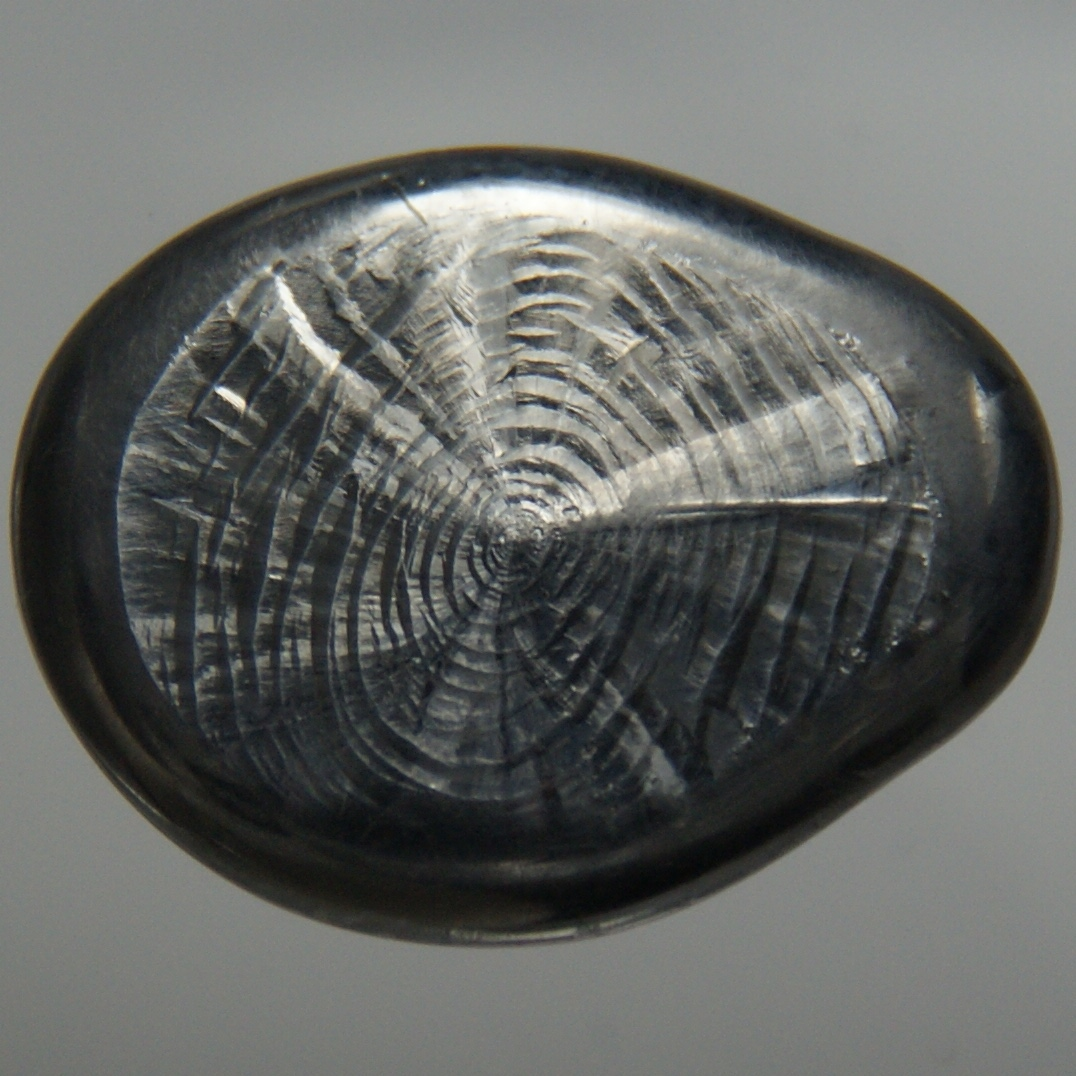
Campione di piombo purificato.